# Fresneda de Altarejos
Fresneda de Altarejos es un municipio y localidad española de la provincia de Cuenca, en la comunidad autónoma de Castilla-La Mancha. El término municipal tiene una población de 38 habitantes (INE 2024).

## Geografía
Integrado en la comarca de Serranía Media, se sitúa a 26 km de la capital provincial. El término municipal está atravesado por la carretera N-420 entre los pK 404 y 405, además de por carreteras locales que comunican con Altarejos y Villar de Olalla. 
El relieve está definido por los montes característicos de la Serranía Media y por los arroyos tributarios del río Júcar, el cual hace de límite con Valdetórtola y La Parra de las Vegas. La altitud oscila entre los 1080 m al noroeste y los 820 m a orillas del río Júcar. El pueblo se alza a 902 m sobre el nivel del mar. En el siglo XIX se comenta cómo el término está «cubierto de monte bajo, pinos y romeros».
| Noroeste: Villar de Olalla | Norte: Villar de Olalla | Nordeste: Villar de Olalla y Valdetórtola |
| Oeste: Altarejos           |                         | Este: Valdetórtola                        |
| Suroeste: Altarejos        | Sur: Mota de Altarejos  | Sureste: La Parra de las Vegas            |

## Historia
A mediados del siglo XIX la villa tenía contabilizada una población de 330 habitantes. Aparece descrita en el octavo volumen del Diccionario geográfico-estadístico-histórico de España y sus posesiones de Ultramar de Pascual Madoz de la siguiente manera:

FRESNEDA DE ALTAREJOS: v. con ayunt. en la prov., dióc. y part. jud. de Cuenca (4 leg.), aud. terr. de Albacete [16], c. g. de Castilla la Nueva (Madrid 20). Se halla sit. en un alto bien ventilado, con buen clima, y las enfermedades mas comunes calenturas biliosas. Consta de 104 casas formando cuerpo de poblacion, de mala distribucion interior y de 5 á 6 varas de altura: hay una plaza cuadrada de 34 varas; un pósito con 200 fan. de trigo, 164 rs. en metálico y 892 fanegas de aquel grano en deuda; casa de ayunt., cárcel, escuela privada, á la que concurren 23 niños de ambos sexos, cuyo maestro percibe 485 rs. en metálico y 12 fan. de trigo de una obra pia que radica en el térm. de la Parrilla; una fuente pública de buenas y abundantes aguas, de las que usan todos los vec.; igl. [Ntra. Sra. de la Asuncion], anejo del curato de Altarejos; una erm. rural con la advocación de San Bartolomé y fuera del pueblo en un alto bien ventilado el cementerio. Confina el térm. al N. con Barbalimpia y Osilla del Palmero; E. r. Jucar y parte del anterior; S. Altarejos y la Mota, y O. Altarejos y las Tejas. El terreno es escabroso, flojo y pedregoso, todo de secano, cubierto de monte bajo, pinos y romeros, y las 800 obradas de tierra en que se siembra son de calidad muy inferior. A 3/4 de leg. del pueblo corre el r. Jucar en direccion de N. á S., sobre el que hay el magnífico puente del Castellar, de un solo arco de 40 varas de altura, pues aunque tiene otro ojo chiquito, sirve únicamente para suavizar la entrada en dicho puente; con sus aguas muele un molino harinero y da impulso á un batan: en el sitio llamado de la Rivilla hay otros artefactos de la misma clase que los anteriores, unos á 1/4 de leg. de la pobl. y otros á menos distancia, que reciben su movimiento del mismo r., sobre el que se ve otro puente por este punto de la Rivilla en el camino de la Mancha á Cuenca, que es el principal que pasa por esta v., de herradura, pedregoso y mal dispuesto, asi como los que comunican á los pueblos limítrofes. La correspondencia se va por ella á la cap. ind.: existen varios telares de lienzos bastos y los molinos ya mencionados. prod.: trigo tranquillon, cebada, centeno y avena en cantidad escasa é insuficiente muchos años para el consumo de los hab., los que se proveen en el mercado de Valverde de los efectos que necesitan; criase algun ganado lanar y cabrio en número de 898 reses, y caza de conejos y perdices. pobl.: 80 vec., 330 alm. cap., terr. prod.; 1.227,320 rs. imp.: 61,366. El presupuesto municipal asciende á 2,686 rs. 28 mrs., y se cubren con los productos de un horno de pan cocer, correduria, posada 
y pastos de Quiñon, que todo asciende á 1,031 rs. y el déficit por reparto vecinal.
(Madoz, 1847, p. 184)

## Demografía
Fresneda de Altarejos cuenta con una población de 38 habitantes (INE 2024).
| Gráfica de evolución demográfica de Fresneda de Altarejos entre 1842 y 2021                                         |
| |
| Población de derecho según los censos de población del INE Población de hecho según los censos de población del INE |

| 85            | 94 | 93 | 63 | 52 |
| (Fuente: INE) |    |    |    |    |

## Administración y política
| Periodo   | Nombre                      | Partido       |
| --------- | --------------------------- | ------------- |
| 1979-1983 | Salvador López Palacios     | Independiente |
| 1983-1987 | Fernando Huélamo Palacios   | PP            |
| 1987-1991 | Fernando Huélamo Palacios   | PP            |
| 1991-1995 | José Ignacio Buedo Martínez | PP            |
| 1995-1999 | Ana María Llacer Moraga     | Independiente |
| 1999-2003 | José Ignacio Buedo Martínez | PP            |
| 2003-2007 | José Ignacio Buedo Martínez | PP            |
| 2007-2011 | Ramón Guijarro Gil          | PSOE          |
| 2011-2015 | Ramón Guijarro Gil          | PSOE          |
| 2015-2019 | Ramón Guijarro Gil          | PSOE          |
| 2019-2023 | Ramón Guijarro Gil          |               |

En cuanto a los personajes importantes destaca Salvador López Palacios quien fuera alcalde entre 1979 y 1983, por lo que fue el primer alcalde del municipio en la democracia.
Destaca también, Pedro Valera Álvarez, condecorado en la campaña de Marruecos durante la guerra de África con el país vecino, librada en la década de 1920.
Descansan también en el Cementerio de esta Localidad, los restos del Dr. Pedro Valera Lorenzo, Diplomático del cuerpo de Funcionarios de las Naciones Unidas y FAO y condecorado con la Medalla al Mérito Agrícola por el Mº de Agricultura.

## Fiestas
En el pueblo se celebran anualmente las fiestas de nuestro patrón San Bartolomé, que tienen su comienzo el día 23 de agosto y siendo su finalización en el día 26.